# Stathmodera truncata
Stathmodera truncata là một loài bọ cánh cứng trong họ Cerambycidae.